# Fadwa Sidi Madane
Fadwa Sidi Madane (sinh ngày 20 tháng 11 năm 1994) là một vận động viên chạy cự ly trung bình Ma-rốc. Cô đã tham gia cuộc thi trượt dốc 3000 mét tại Giải vô địch thế giới 2015 về điền kinh ở Bắc Kinh, Trung Quốc.